# Cuartelez, New Mexico
Cuartelez, New Mexico (енгл. Cuartelez) насељено је место без административног статуса у америчкој савезној држави Њу Мексико.

## Демографија
По попису из 2010. године број становника је 469, што је 17 (3,8%) становника више него 2000. године.
| Група             | 2000.       | 2010.       |
| Белци             | 54 (11,9%)  | 39 (8,3%)   |
| Афроамериканци    | 0 (0,0%)    | 0 (0,0%)    |
| Азијати           | 0 (0,0%)    | 0 (0,0%)    |
| Хиспаноамериканци | 389 (86,1%) | 426 (90,8%) |
| Укупно            | 452         | 469         |